# راشد غنوشی
راشد الغنوشی (زاده ۲۲ ژوئن ۱۹۴۱)رهبر اسلامگرایان تونس و از مخالفان نظام سیاسی تونس است.وی در سال 2012 به عنوان یکی از 100 فرد تأثیرگذار تایم معرفی شد.و همچنین در سال 2016، جایزه جمنالال باجاج را برای «ترویج ارزش‌های گاندی در خارج از هند» دریافت کرد.غنوشی در 13 نوامبر 2019، به عنوان رئیس مجلس نمایندگان مردم انتخاب شد.وی به دلیل مبارزات و فعالیت‌های سیاسی خود علیه حبیب بورقیبه و زین العابدین بن علی چندین بار دستگیر شد.

## تحصیلات
الغنوشی تحصیلات خود را دانشگاه الزیتونه شروع کرد. سپس برای ادامه تحصیل و اخذ مدرک فوق لیسانس فلسفه به قاهره و سوریه رفت. سپس در سال به پاریس فرانسه رفت؛ ولی به دلیل مشکلات مالی به تونس بازگشت و در مدرسه زیتونیه تونس مشغول به تدریس فلسفه شد.

## تأسیس حرکت اسلامی النهضه
الغنوشی پس از بازگشت به تونس به همراه عبدالفتاح مورو، صلاح‌الدین جورشی و حمیده النیفر، جمعیت پاسدار قرآن کریم را تأسیس کرد.

## دوران زندان و تبعید
الغنوشی در سال ۱۹۸۱ به ۱۱ سال زندان محکوم شد. اما با بر روی کار آمدن بن علی در سال ۱۹۸۷ از زندان آزاد شد.
وی در سال ۱۹۹۲ دوباره دستگیر شد و به زندان افتاد و به الجزایر و سودان منتقل و سپس به لندن انگلستان تبعید شد.

## انقلاب مردم تونس
پس از شروع اعتراضات مردمی در تونس، الغنوشی رهبر حزب اسلامگرای النهضه تونس و از مخالفین سکولاریسم، پس از بیش از ۲۰ سال دوری به کشورش بازگشت. وی هدف خود را مشارکت در امر سیاسی تونس عنوان کرد.

## تالیفات
- حرکت امام خمینی و تجدید حیات اسلام[۱۰]
- راه ما به سوی تمدن (به عربی: طریقنا إلی الحضارة)
- ما و غرب (به عربی: نحن والغرب)
- تفاوت‌های حق و لزوم ایجاد وحدت (به عربی: حق‌الاختلاف و واجب وحدة الصف)
- مسئله فلسطین در میان چندراهی (به عربی: القضیة الفلسطینیة فی مفترق الطرق)
- زن در قران و جامعه مسلمین (به عربی: المرأة بین القرآن و واقع المسلمین)
- حقوق شهروندی در حکومت اسلامی (به عربی: حقوق المواطنة فی الدولة الإسلامیة)
- آزادی‌های عمومی در حکومت اسلامی (به عربی: الحریات العامة فی الدولة الإسلامیة)
- مکاشفه نزد ابن تیمیه (به عربی: القدر عند ابن تیمیة)
- رویکرد سکولاریسم و جامعه مدنی (به عربی: مقاربات فی العلمانیة و المجتمع المدنی)
- حرکت اسلامی و مسئله تغییر (به عربی: الحرکة الإسلامیة و مسألة التغییر)
- تجربیات حرکت اسلامی در تونس (به عربی: من تجربة الحرکة الإسلامیة فی تونس)

برخی از کتابهای او به زبان‌های فارسی، انگلیسی، فرانسوی و اسپانیایی ترجمه شده‌است.